# Mohamed Derrag
Mohamed Derrag (sinh ngày 3 tháng 4 năm 1985 ở Algiers) là một cầu thủ bóng đá người Algérie hiện tại thi đấu ở vị trí tiền đạo cho CS Constantine ở Giải bóng đá hạng nhất quốc gia Algérie.

## Danh hiệu
- Vô địch Algerian League hai lần:
  - Một lần cùng với JS Kabylie năm 2008
  - Một lần cùng với MC Alger ở 2010